# Андертон, Изабелла Мэри
Изабелла Мэри Андертон (англ. Isabella Mary Anderton; 1858, Нижний Клэптон, Англия — 1904, Флоренция, Италия) — английская переводчица и художественный критик.
Дочь директора школы. По окончании школьного курса провела год в Германии, затем преподавала в школе своего отца, одновременно посещая в качестве вольнослушательницы лекции в Университетском колледже Лондона. В 1883—1887 в качестве домашней учительницы жила в Генуе. Затем, выйдя замуж за итальянца, переехала во Флоренцию, где с 1900 г. преподавала английский язык в престижной школе-интернате Санта-Аннунциата. Умерла после тяжёлой болезни.
На протяжении десятилетия Андертон была флорентийским корреспондентом британского журнала The Studio, опубликовав в нём, в частности, очерки творчества итальянских художников Пьетро Фраджакомо (1899) и Доменико Морелли (1901). Друзьями Андертон были итальянские поэты Джованни Пасколи, во многом обязанный ей своим знакомством с английской литературой, и Анджоло Орвьето, опубликовавший в журнале «Мардзокко», с которым Андертон также сотрудничала, прочувствованный некролог. В переводе Андертон с итальянского на английский вышла (1898) монография Доменико Компаретти «Традиционная поэзия финнов», анализирующая финский эпос Калевала. Посмертно братьями Андертон изданы, под названием «Тосканский фольклор и зарисовки» (англ. Tuscan folk-lore and sketches; 1905), её избранные переводы (в том числе из Ады Негри) и очерки (в том числе о Пасколи и Джозуэ Кардуччи).